# Kasteel Audru
Kasteel Audru of Huis Audru (Estisch: Audru mõis) is een landgoed en voormalig kasteel in de Estse plaats Audru. De eerste vermelding van een kasteel op deze plek komt uit 1449. Het landgoed kreeg grotendeels zijn huidige vorm onder de adelijke familie Pilar von Pilchau, die het vanaf 1809 in bezat had. Tijdens de Tweede Wereldoorlog, in 1941, werd het kasteel verwoest. De veertien bijgebouwen op het landgoed bleven echter behouden en zijn inmiddels beschermd erfgoed.
Het oudste gebouw op het landgoed is de oude stenen schuur. Het streekmuseum, opgericht in 1996, is gevestigd in twee van deze bijgebouwen: het oude opzichtershuis en de voormalige wijnkelder. In het opzichtershuis bevindt zich tevens de bibliotheek van Audru. In de oude wodkadistilleerderij uit 1902 is tegenwoordig een cultureel centrum gevestigd.
Rondom het landgoed ligt een groot park van 1,6 hectare, dat sinds 1958 erkend is als natuurreservaat.